# Brug 486
Brug 486 is een bouwkundig kunstwerk in Amsterdam-Centrum.
Het leven van brug 486 begint rond 1972. De gemeente Amsterdam leidt oost-west autoverkeer dan steeds meer ten noorden van het Station Amsterdam Centraal. De opening van de IJtunnel zorgde voor aanzuiging van verkeer en de hefbrug geadministreerd onder brug 276 van Cornelis Biemond en Piet Kramer kan dat niet meer aan. Direct ten zuiden van die hefbrug werd een betonnen vaste brug gelegd. In eerste instantie ging het verkeer nog over de hefbrug en voetgangers en fietsers over de nieuwe brug. Al snel werd dat omgedraaid. De liggers van de brug worden gedragen door betonnen brugpijlers die 17 meter uit elkaar staan. Tijdens de bouw worden restanten gevonden van de fundering van de draaibrug, de eerste brug die hier lag.   
Met de komst van het busstation aan de noordzijde van het spoorstation en de komst van de De IJtram, moesten er aanpassingen aan de brug verricht worden. De brug ligt dan zo laag over het water, dat er meer sprake is van een duiker dan van een brug. De hefbrug werd in 2001 verwijderd, maar scheiding tussen snel en langzaam verkeer zorgde ervoor dat in de periode 2004/2005 een nieuwe voet- en fietsbrug werd geïnstalleerd: brug 2274 op de plaats van de hefbrug.  
<<< · 400 · 401 · 402 · 403 · 404 · 405 · 406 · 407 · 408 · 409 · 410 · 411 · 413 · 414 · 415 · 416 · 417 · 418 · 419 · 420 · 421 · 422 · 423 · 424 · 425 · 427 · 429 · 430 · 431 · 432 · 433 · 434 · 435 · 436 · 437 · 438 · 439 · 440 · 441 · 442 · 443 · 444 · 445 · 446 · 447 · 448 · 449 · 450 · 451 · 452 · 453 · 454 · 455 · 456 · 457 · 458 · 459 · 460 · 461 · 462 · 463 · 464 · 465 · 466 · 469 · 470 · 471 · 472 · 473 · 474 · 475 · 476 · 478 · 479 · 480 · 482 · 483 · 485 · 486 · 487 · 488 · 489 · 490 · 491 · 492 · 493 · 494 · 495 · 496 · 497 · 499 · >>>
Brugnummers 412, 426, 428, 467, 468, 477, 481, 484 en 498 zijn niet (meer) vergeven.